# Odorrana wuchuanensis
Espèce
Synonymes
- Rana wuchuanensis Xu, 1983

Statut de conservation UICN

 VU  : Vulnérable
Odorrana wuchuanensis est une espèce d'amphibiens de la famille des Ranidae.

## Répartition
Cette espèce est endémique de la ville-district de Wuchuan dans la province de Guizhou en République populaire de Chine. Elle n'est connue pour l'instant que dans une grotte de Baicun à environ 700 m d'altitude,.

## Étymologie
Son nom d'espèce, composé de wuchuan et du suffixe latin -ensis, « qui vit dans, qui habite », lui a été donné en référence au lieu de sa découverte, la ville-district de Wuchuan.

## Publication originale
- Wu, Xu, Dong, Li & Liu, 1983 : A new species of Rana and records of amphibians from Guizhou Province. Acta Zoologica Sinica, vol. 29, no 1, p. 66-70.